# Europameisterschaften 2025
Als Europameisterschaft 2025, auch EM 2025, Euro 2025, bezeichnet man folgende Europameisterschaften, die im Jahr 2025 stattgefunden haben oder noch stattfinden sollen:
- American-Football
  - American-Football-Europameisterschaft 2025
  - American-Football-Europameisterschaft der Frauen 2025/26
  - American-Football-Europameisterschaft der Junioren 2025
- Artistique-Europameisterschaft 2025
- Basketball
  - Basketball-Europameisterschaft 2025
  - Basketball-Europameisterschaft der Damen 2025
- Beachvolleyball-Europameisterschaft 2025
- Biathlon
  - Biathlon-Europameisterschaften 2025
  - Biathlon-Junioreneuropameisterschaften 2025
- Bob- und Skeleton-Europameisterschaften 2025
- Halleneuropameisterschaften im Bogenschießen 2025
- Cadre
  - Cadre-47/2-Europameisterschaft 2025
  - Cadre-71/2-Europameisterschaft 2025
- Curling-Europameisterschaft 2025
- Dreiband
  - Dreiband-Europameisterschaft 2025
  - Dreiband-Europameisterschaft der Damen 2025
  - Dreiband-Europameisterschaft für Nationalmannschaften 2025
  - U-25-Dreiband-Europameisterschaft der Junioren 2025
  - U-21-Dreiband-Europameisterschaft der Junioren 2025
- Europameisterschaften im Gewichtheben 2025
- Einband-Europameisterschaft 2025
- Eiskunstlauf-Europameisterschaften 2025
- Fechteuropameisterschaften 2025
- Fußball
  - Fußball-Europameisterschaft der Frauen 2025
  - U-17-Fußball-Europameisterschaft 2025
  - U-17-Fußball-Europameisterschaft der Frauen 2025
  - U-19-Fußball-Europameisterschaft 2025
  - U-19-Fußball-Europameisterschaft der Frauen 2025
  - U-21-Fußball-Europameisterschaft 2025
- Handball
  - U-17-Handball-Europameisterschaft der Frauen 2025
  - U-19-Handball-Europameisterschaft der Frauen 2025
- Hockey
  - Feldhockey-Europameisterschaft der Damen 2025
  - Feldhockey-Europameisterschaft der Herren 2025
- Judo-Europameisterschaften 2025
- Kanu
  - Kanurennsport-Europameisterschaften 2025
  - Kanuslalom-Europameisterschaften 2025
- Karate
  - Karate-Europameisterschaften 2025
  - Karate-Europameisterschaften der Jugend, Junioren & U21 2025
- Leichtathletik
  - Leichtathletik-Halleneuropameisterschaften 2025
  - Leichtathletik-Team-Europameisterschaft 2025
  - Europameisterschaften im Modernen Fünfkampf 2025
- Rennrodel-Europameisterschaften 2025
- Europameisterschaften der Rhythmischen Sportgymnastik 2025
- Radsport
  - Bahnradsport-Europameisterschaften 2025
  - Bahnradsport-Europameisterschaften der Junioren/U23 2025
  - BMX-Rennsport-Europameisterschaften 2025
  - Straßenradsport-Europameisterschaften 2025
- Ringer-Europameisterschaften 2025
- Ruder-Europameisterschaften 2025
- Schach
  - Schach-Europameisterschaft 2025
  - Schach-Europameisterschaft der Frauen 2025
- Schießsport
  - Schieß-Europameisterschaften 10 Meter 2025
  - Schieß-Europameisterschaften 25/50/300 Meter/Flinte/Laufende Scheibe 2025
- Shorttrack-Europameisterschaften 2025
- Snooker
  - EBSA-Snookereuropameisterschaft 2025
  - EBSA-U21-Snookereuropameisterschaft 2025
  - EBSA-U18-Snookereuropameisterschaft 2025
- Europameisterschaften im Springreiten 2025
- Squash
  - Squash-Europameisterschaft 2025
  - Squash-Mannschaftseuropameisterschaft 2025
- Taekwondo-Pumsae-Europameisterschaften 2025
- Turn-Europameisterschaften 2025
- Wassersport
  - Europameisterschaften im Wasserspringen 2025
  - Freiwassereuropameisterschaften 2025
  - Europameisterschaften im Synchronschwimmen 2025

1891 |
1892 |
1893 |
1894 |
1895 |
1896 |
1897 |
1898 |
1899 |
1900 |
1901 |
1902 |
1903 |
1904 |
1905 |
1906 |
1907 |
1908 |
1909 |
1910 |
1911 |
1912 |
1913 |
1914 |
1915–1920 |
1921 |
1922 |
1923 |
1924 |
1925 |
1926 |
1927 |
1928 |
1929 |
1930 |
1931 |
1932 |
1933 |
1934 |
1935 |
1936 |
1937 |
1938 |
1939 |
1940 |
1941 |
1942 |
1943 |
1944 |
1945 |
1946 |
1947 |
1948 |
1949 |
1950 |
1951 |
1952 |
1953 |
1954 |
1955 |
1956 |
1957 |
1958 |
1959 |
1960 |
1961 |
1962 |
1963 |
1964 |
1965 |
1966 |
1967 |
1968 |
1969 |
1970 |
1971 |
1972 |
1973 |
1974 |
1975 |
1976 |
1977 |
1978 |
1979 |
1980 |
1981 |
1982 |
1983 |
1984 |
1985 |
1986 |
1987 |
1988 |
1989 |
1990 |
1991 |
1992 |
1993 |
1994 |
1995 |
1996 |
1997 |
1998 |
1999 |
2000 |
2001 |
2002 |
2003 |
2004 |
2005 |
2006 |
2007 |
2008 |
2009 |
2010 |
2011 |
2012 |
2013 |
2014 |
2015 |
2016 |
2017 |
2018 |
2019 |
2020 |
2021 |
2022 |
2023 |
2024 |
2025 |
2026 |
2027 |
2028 |
2029 |
2030 |
2031 |
2032